# 今日も嫌がらせ弁当
『今日も嫌がらせ弁当』（きょうもいやがらせべんとう）は、2015年に出版されたKaori（ttkk）著のエッセイ。2019年に映画化された。

## エッセイ
月間約350万アクセスを記録するブログ『ttkkの嫌がらせのためだけのお弁当ブログ』から、特に反響の大きかった弁当と日記を抜粋して本にまとめたもの。シリーズ累計20万部を記録。続編に『今日は"よろこばせ"弁当』 がある。三才ブックス刊。
著者の娘が高校入学と同時に反抗期となり、生意気な態度や無視を繰り返す。著者はそんな娘に対して卒業までの3年間にわたり、「嫌がらせ弁当」（いわゆる「キャラ弁」）で反撃する。

## 映画
2019年6月28日に全国公開。監督・脚本は塚本連平、主演は篠原涼子。
八丈島を舞台に物語が描かれている。
ハリウッドで開催された映画祭『JAPAN CUTS HOLLYWOOD』にてオープニング作品として上映された。
27thキネコ国際映画祭で特別賞を受賞。

### キャスト
- 持丸かおり：篠原涼子[2][4][7]
- 持丸双葉：芳根京子[2][4][7]
- 持丸若葉：松井玲奈[8][9]
- 山下達雄：佐藤寛太（劇団EXILE）[8][10]
- 岡野健太郎：鳥越壮真
- 若葉（幼少期）：船木愛理亜
- 双葉（幼少期）：落井実結子
- 恵：段丈てつを
- 光江：鯉沼トキ
- 逸美：大久保運
- 栄子：山谷花純
- 美鈴：碓井玲菜
- 椎名：牧野真鈴
- 谷山先生：山本佳志
- 保育園の先生：森下愛里沙
- 紗耶香：羽瀬川なぎ
- カズくん：杉澤駿
- 美紀ちゃん：小吹奈合緒
- 保母さん：ひかり
- 面接の係官：小磯勝弥
- 面接官：安住啓太郎
- 看護師：緒方若葉
- クラスメイトA：渡邊真帆
- クラスメイトB：本多蘭
- クラスメイトC：永井毬絵
- キャラ弁の声[11]：

スギちゃん
小島よしお
日本エレキテル連合
ダンディ坂野
- 浩実：村上知子（森三中）
- 持丸島次郎：岡田義徳
- 岡野信介：佐藤隆太[8]

### スタッフ
- 原作：Kaori(ttkk)『今日も嫌がらせ弁当』（三才ブックス刊）
- 監督・脚本：塚本連平
- 音楽：羽深由理
- 主題歌：フレンズ「楽しもう」

作詞：おかもとえみ / 作曲：ひろせひろせ / 編曲：大久保薫、ひろせひろせ
（Pimalayas.Records）
- 製作：岡田美穂、三宅容介、村田嘉邦、瀧藤雅朝、山本浩、高橋一仁
- エグゼクティブプロデューサー：吉條英希
- プロデューサー：中畠義之、有重陽一、竹内一成
- アソシエイトプロデューサー：林絵理
- 撮影：柳田裕男（J.S.C.）
- 照明：宮尾康史
- 美術：高橋泰代
- 録音：石貝洋
- 編集：上野聡一
- 装飾：徳田あゆみ
- コスチューム：DAISY石橋瑞枝
- ヘアメイク：梅原さとこ
- VFXスーパーバイザー：木村康次郎
- 選曲：近藤隆史
- 音響効果：壁谷貴弘
- フードコーディネーター：ぬまたあづみ
- スクリプター：巻口恵美
- 助監督：長尾楽
- 制作担当：木村利明
- 宣伝プロデューサー：渡辺尊俊
- 制作プロダクション：日活、ジャンゴフィルム
- 製作：「今日も嫌がらせ弁当」製作委員会
  - 関西テレビ放送：田中はるみ、澤田芳博
  - ポニーキャニオン：大熊一成、鷲頭哲郎、清水陽、大崎紀昌
  - 博報堂DYミュージック&ピクチャーズ：村上比呂夫、加藤美夜子
  - ジャパン・ミュージックエンターテインメント：木谷吉昌、小玉健児
  - 博報堂：飯田浩、藤崎博文、後藤恵子
  - サンライズプロモーション東京：張愛隣、北野ちづる、細田朋花、大國妃南子
- 配給：ショウゲート
- 制作幹事：カンテレ

### テレビ放送
| 回 | 放送日        | 放送時間（JST）   | 放送局     | 放送枠   | 視聴率 | 備考         | 出典   |
| -- | ------------- | ----------------- | ---------- | -------- | ------ | ------------ | ------ |
| 1  | 2020年7月21日 | 火曜21:00 - 22:48 | フジテレビ | （なし） | 8.4%   | 地上波初放送 | [ 13 ] |